# Município de Franklin (condado de Harrison, Ohio)
Localização do Ohio nos E.U.A.
O município de Franklin (em inglês: Franklin Township) é um município localizado no condado de Harrison no estado estadounidense de Ohio. No ano de 2010 tinha uma população de 603 habitantes e uma densidade populacional de 10,39 pessoas por km².

## Geografia
O município de Franklin encontra-se localizado nas coordenadas 40° 20′ 13″ N, 81° 13′ 24″ O. Segundo a Departamento do Censo dos Estados Unidos, o município tem uma superfície total de 58.04 km², da qual 53,01 km² correspondem a terra firme e (8,68 %) 5,04 km² é água.

## Demografia
Segundo o censo de 2010, tinha 603 pessoas residindo no município de Franklin. A densidade populacional era de 10,39 hab./km².